# Östra Ny kyrka
Östra Ny kyrka är en kyrkobyggnad i Östra Ny socken, Norrköpings kommun. Den tillhör Jonsbergs församling i Linköpings stift.

## Kyrkobyggnaden
Ursprungliga kyrkan uppfördes på 1200-talet, men har byggts till under århundradena. Vid en ombyggnad 1747 fick tornet sitt nuvarande utseende. Kyrkan byggdes om till sitt nuvarande utseende 1821–1822.

## Inventarier
- Altarskåpet är ett nordtyskt arbete från 1400-talet.
- Dopfunten från 1871 är huggen i Kolmårdsmarmor.
- En Sankt Olofsbild är daterad till 1300-talet.
- Predikstolen av ek i barockstil är från 1879.

### Orgel
- 1634 byggs ett orgelverk till kyrkan.[1] 1667 lagas orgelverket.[2] 1681 repareras orgelverket och utökas med en stämma. Orgelverket skjutsas fram och tillbaka till orgelbyggarens verkstad.[3] 1691 målas orgelverket.[4] 1694 limmas bälgarna till orgeln och orgeln stäms av en orgelbyggare. Arbetet tar två veckor.[5]
- År 1756 flyttades en orgel hit från Jonsbergs kyrka, det kostade 330 daler. Den var byggd 1738 av Gustaf Lagergren från Östra Husby. Orgeln hade 6 stämmor. Orgeln reparerades för 180 daler.[6]
- Den nuvarande orgeln byggdes 1865 av Erik Nordström, Flisby. Orgeln är mekanisk och har ett tonomfång på 54/24.

| Manual             | Pedal   |
| Borduna 16’ B/D    | Bihängd |
| Princial 8’        |         |
| Gedackt 8’ B       |         |
| Fugara 8’          |         |
| Octava 4’          |         |
| Fleut Octaviand 4' |         |
| Quinta 3'          |         |
| Octava 2'          |         |
| Basun 16' B        |         |
| Trumpet 8' B/D     |         |

## Bildgalleri

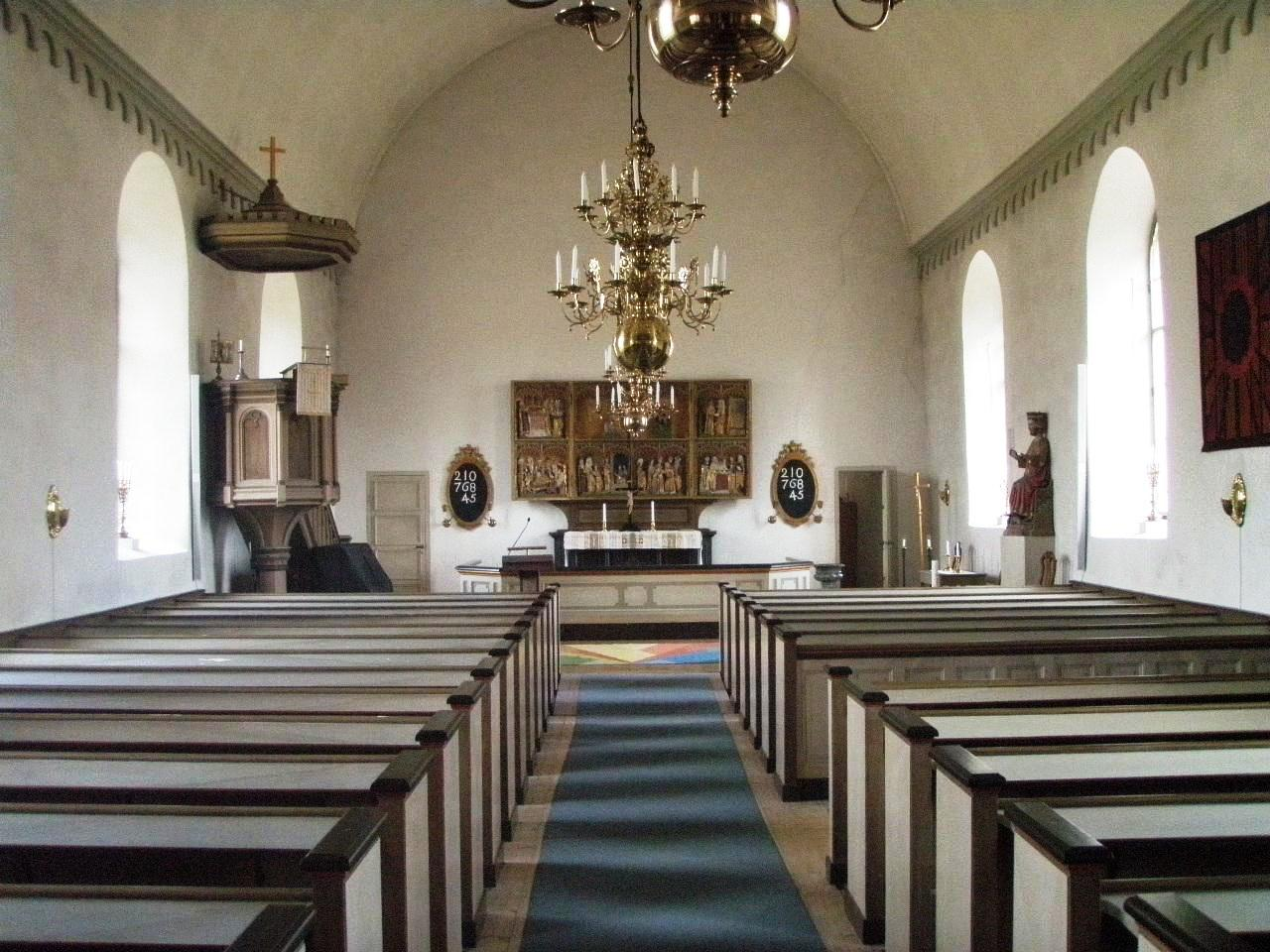
Kyrkorum
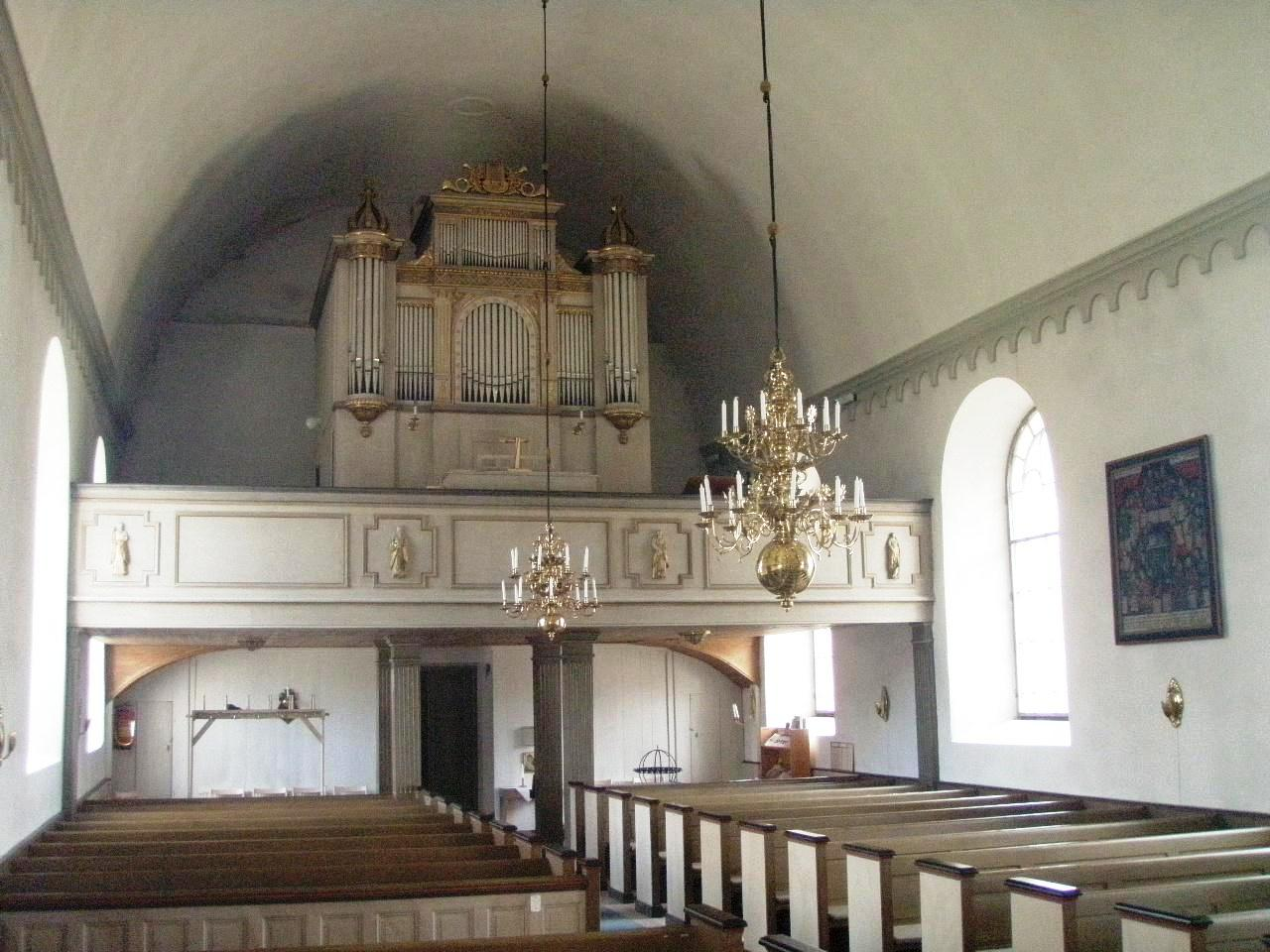
Kyrkorum mot väster
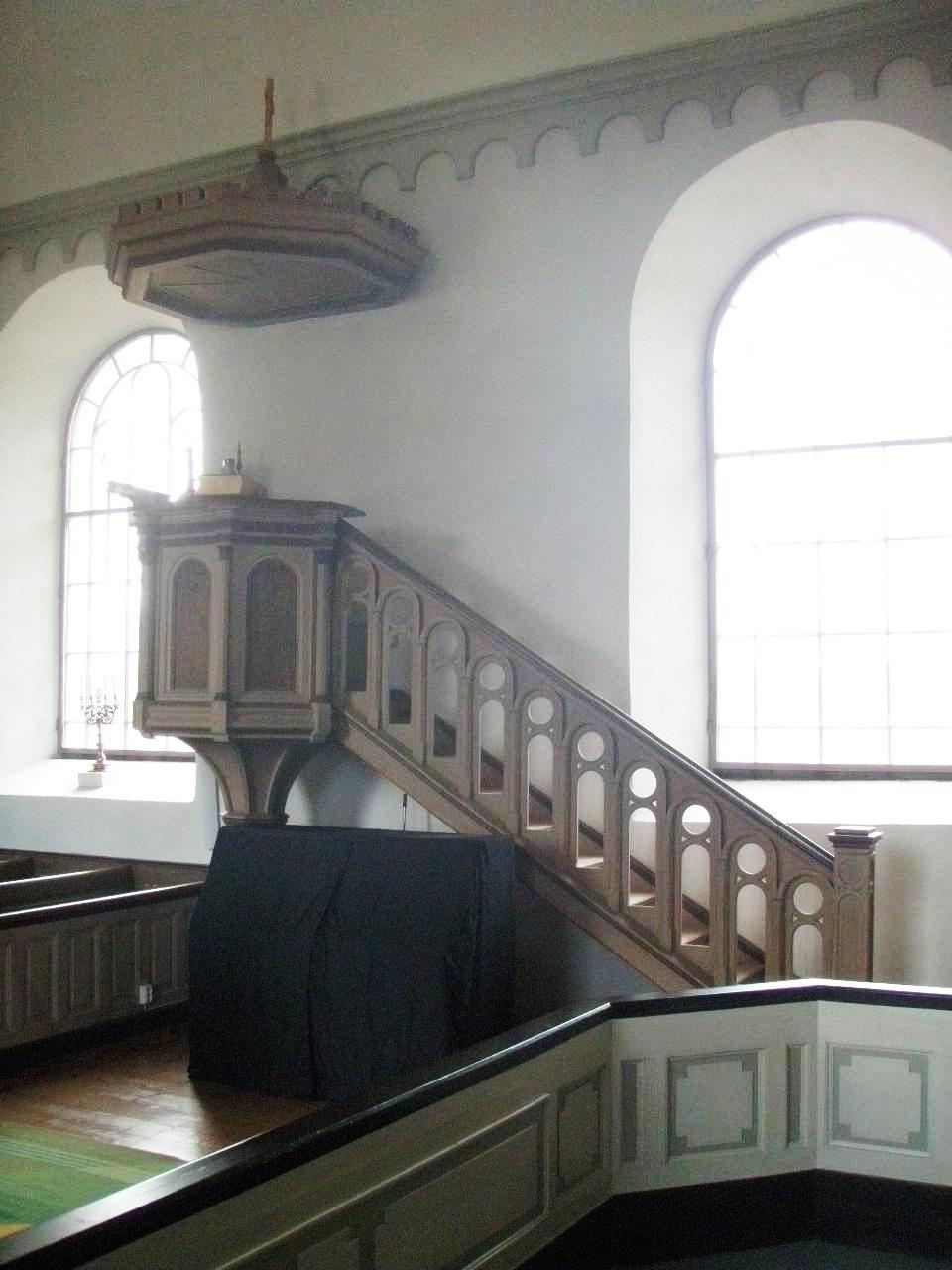
Predikstol
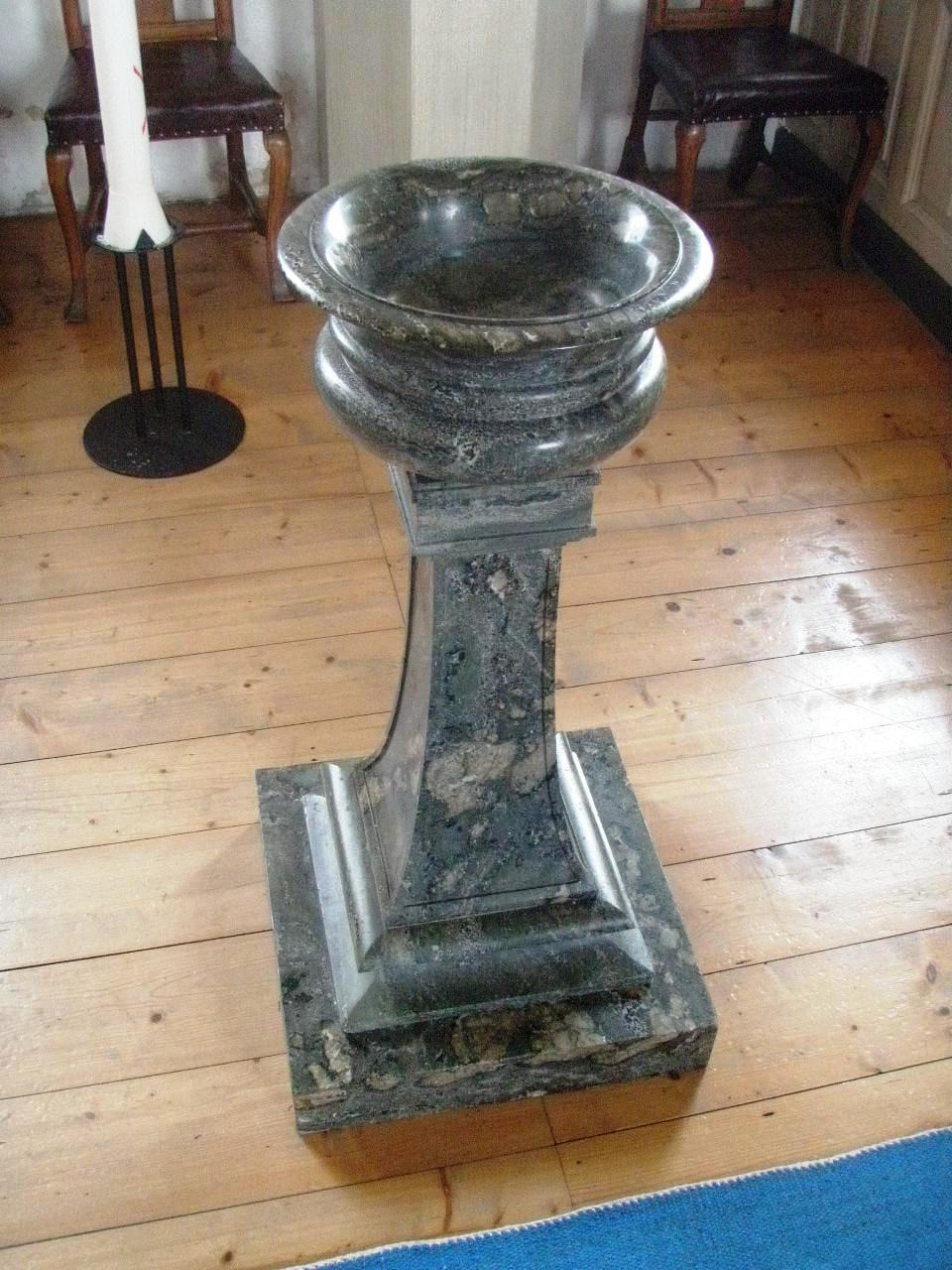
Dopfunt
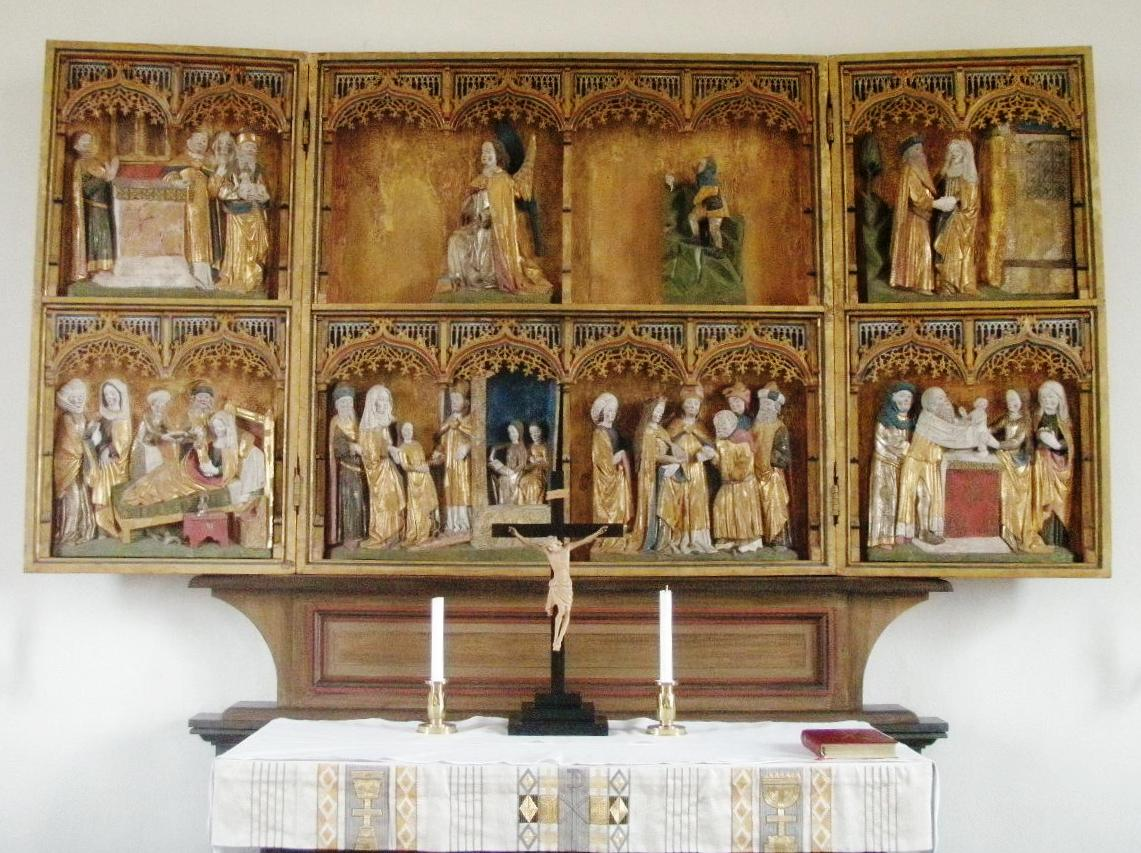
Altarskåpets motiv är sällsynt och föreställer S:t Anna-legenden

### Webbkällor
- Östra Ny kyrka, Östergötlands länsmuseum
- byggnadspresentation
- Antiqvarisk tidskrift för Sverige, andra delen (1867-1869), sid 106f, handlar om Östra Ny kyrka

### Fotnoter
1. ↑  Östra Ny C:1 (sida 311)
2. ↑  Östra Ny C:1 (sida 345)
3. ↑  Östra Ny C:1 (sida 363)
4. ↑  Östra Ny C:1 (sida 367)
5. ↑  Östra Ny C:1 (sida 369)
6. ↑  Abr. Hülphers, Historisk Afhandling om Musik och Instrument särdeles om Orgwerks Inrättningen i Allmänhet jemte Kort Beskrifning öfwer Orgwerken i Swerige (1773), s. 263.

- Wikimedia Commons har media som rör Östra Ny kyrka.